# Max Weber (artista)
Max Weber (Białystok, 18 d'abril de 1881 - Great Neck, Nova York, 4 d'octubre de 1961) va ser un pintor i poeta nord-americà d'origen rus i jueu.
La seva obra va estar a cavall entre l'expressionisme i el cubisme i, més tard, l'abstracció. Va estudiar al Pratt Institute de Brooklyn i a París (1905-1908), on va rebre la influència de Cézanne, així com del fauvisme -va estudiar amb Matisse-. Més tard va rebre la influència del cubisme i de Picasso i Braque. També va mostrar interès per l'art primitiu i oriental.
Les seves primeres obres van ser de signe cubista i expressionista (Restaurant xinès, 1915, Museu Whitney d'Art Americà, Nova York), evolucionant des de 1917 cap a l'abstracció, destacant pel colorit brillant, les distorsions violentes i un fort to emocional. Entre els seus llibres destaquen Poemes cubistes (Cubist Poems, 1914) i l'autobiografia Max Weber (1945).

## Galeria

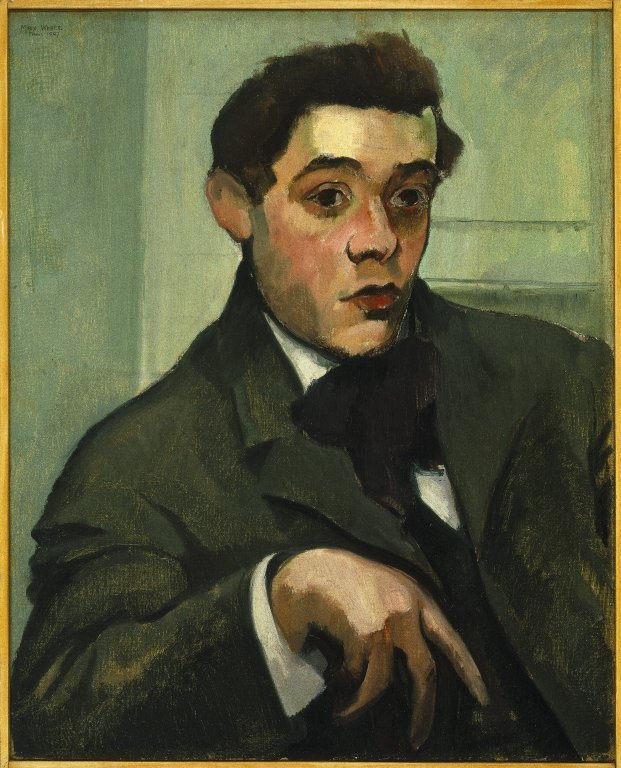
Portrait of Abraham Walkowitz, c. 1907
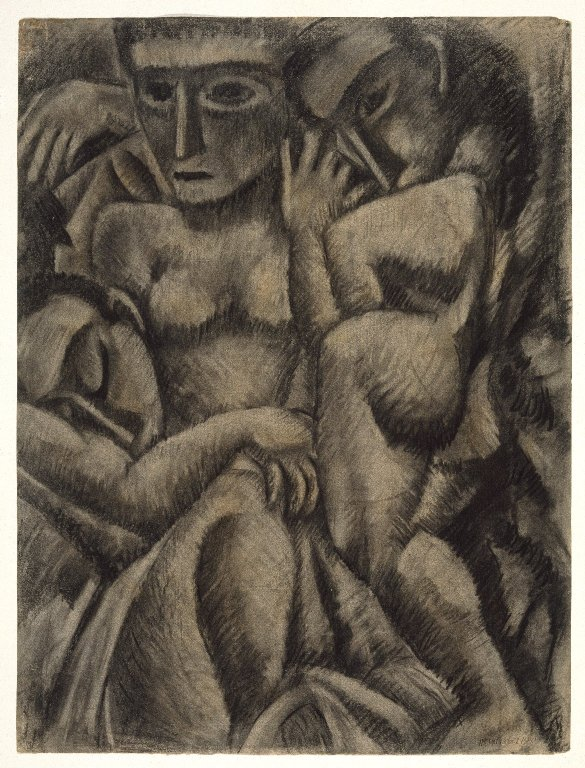
Composition with Four Figures, 1910
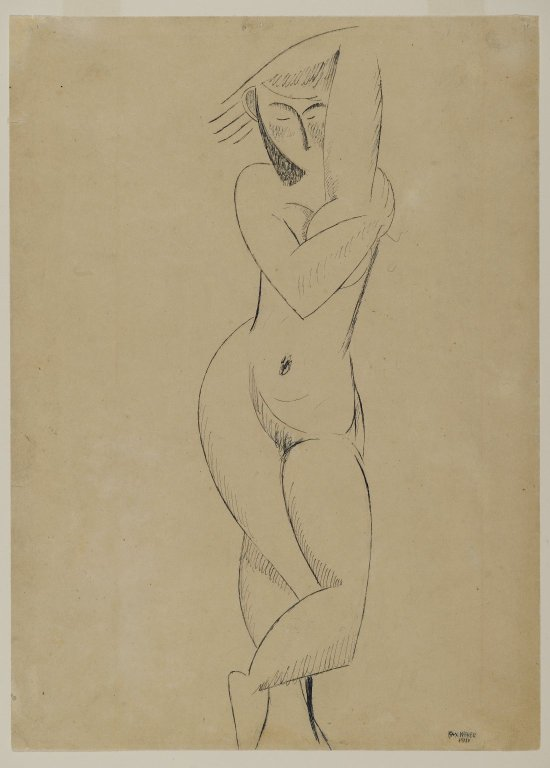
Standing Figure, 1911
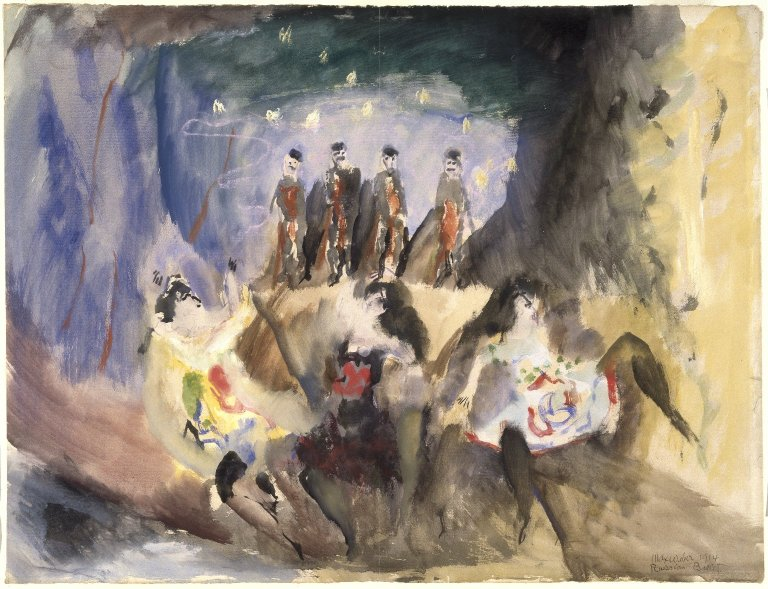
Study for Russian Ballet, 1914
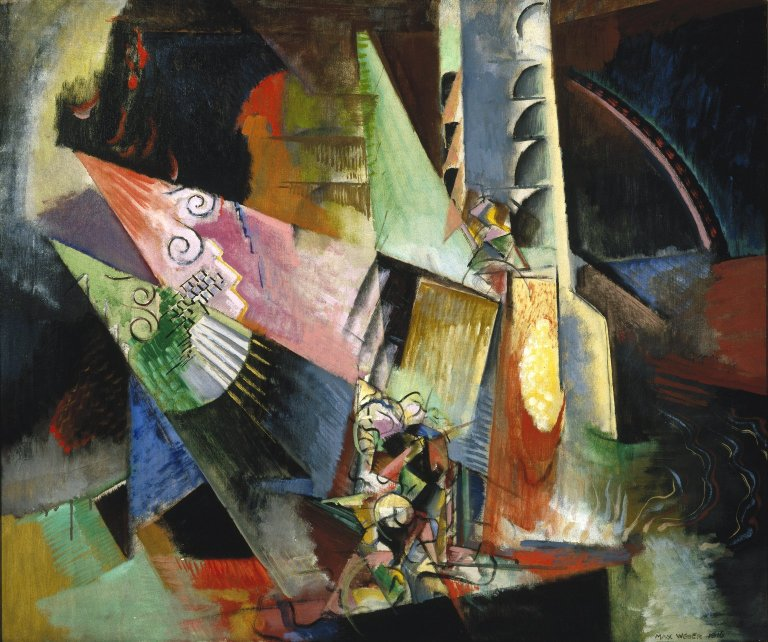
Russian Ballet, 1916
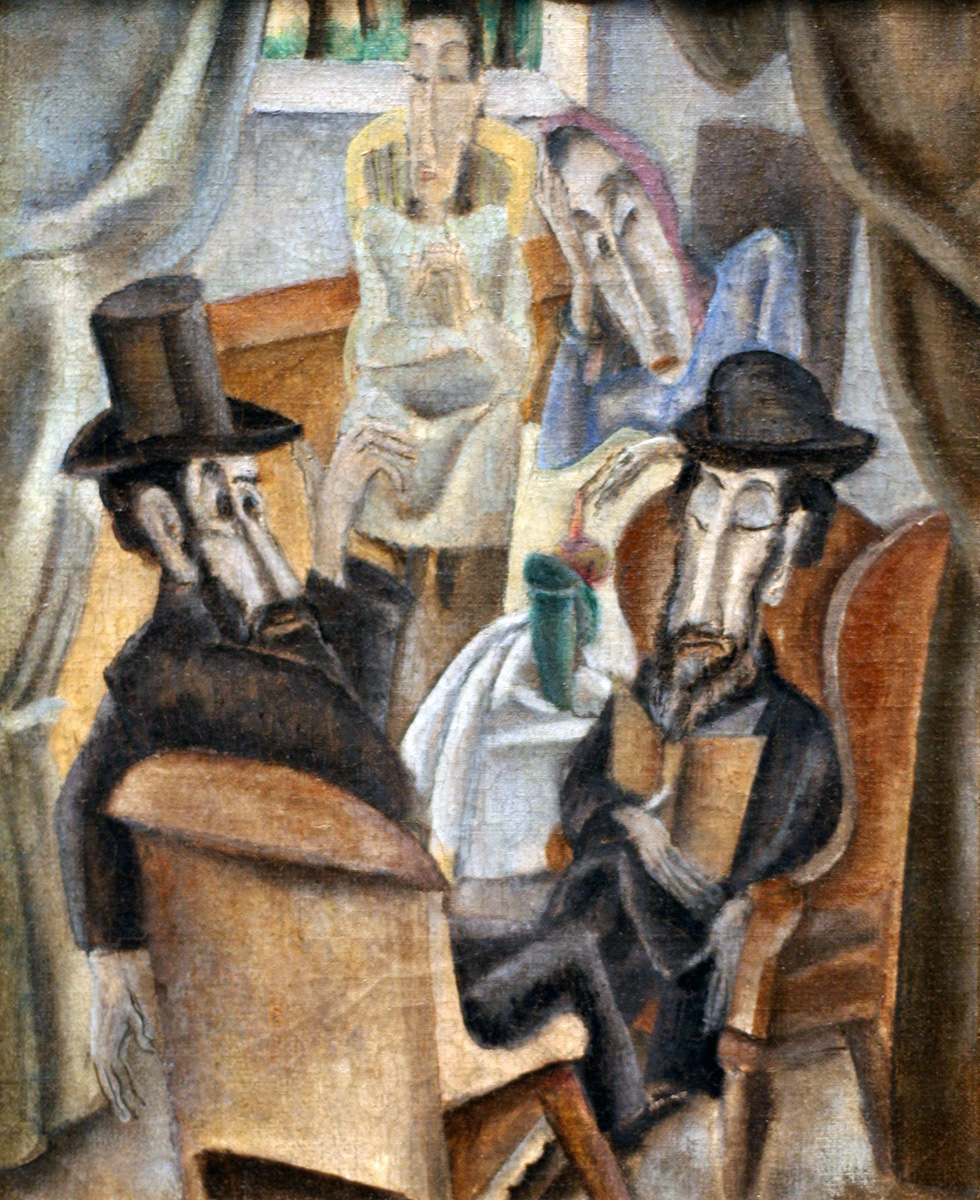
Sabbath, 1919
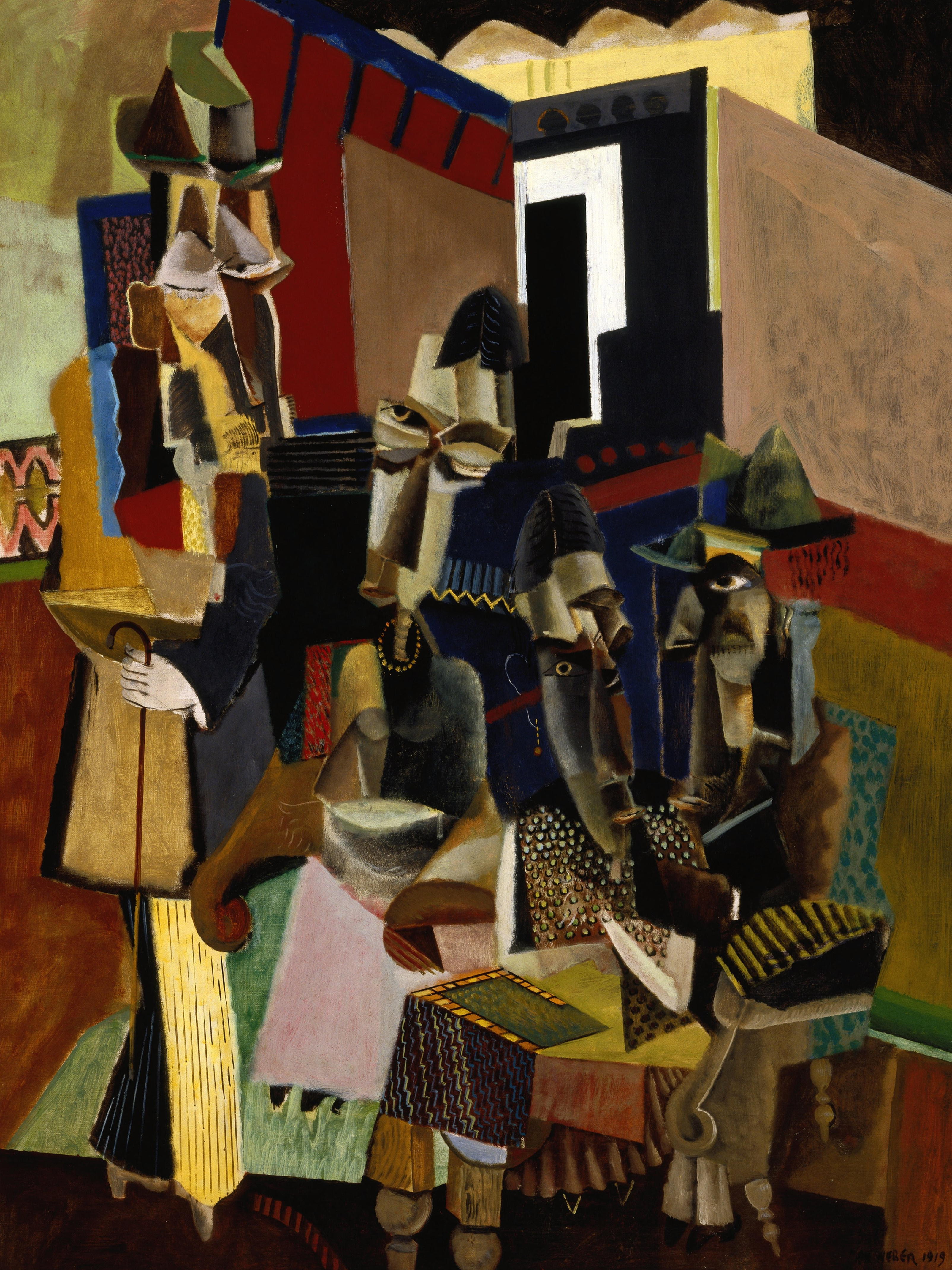
The Visit, 1919, Brooklyn Museum

## Col·leccions
- Addison Gallery of American Art
- Art Institute of Chicago
- Berkshire Museum
- Blanton Museum of Art
- Brooklyn Museum
- Cleveland Museum of Art
- Corcoran Gallery of Art
- Crystal Bridges Museum of American Art
- Detroit Institute of Art
- Fred Jones Jr. Museum of Art
- Harvard Art Museums
- Hirshhorn Museum and Sculpture Garden
- Huntington Library
- Jewish Museum (New York)
- Los Angeles County Museum of Art
- Mary and Leigh Block Museum of Art
- Memorial Art Gallery
- Memphis Brooks Museum of Art
- Metropolitan Museum of Art
- Museum of Fine Arts, Boston
- Museum of Modern Art
- National Gallery of Art
- Newark Museum
- Phillips Collection
- Reynolda House Museum of American Art
- Sheldon Museum of Art
- Smithsonian American Art Museum
- Terra Foundation for American Art
- Thyssen-Bornemisza Museum
- Walker Art Center
- Westmoreland Museum of American Art
- Whitney Museum of American Art
- Wichita Art Museum